# Julio César Rapela
Julio César Rapela Santamaría (* 1926; † 11. Oktober 2004) war ein uruguayischer Politiker.
General Julio César Rapela, der dem erweiterten Umfeld von Gregorio Álvarez zuzurechnen war, wirkte ab 1965 und somit seit Gründung in der Logia de los Tenientes de Artigas. Auch beteiligte er sich an den Vorgängen rund um den Staatsstreich im Juni des Jahres 1973. Im August 1981 wurde ihm innerhalb der uruguayischen Armee die Leitung der División de Ejército I übertragen. Am 1. Februar 1984 ging er in den militärischen Ruhestand. In der Endphase der zivil-militärischen Diktatur in Uruguay bekleidete er sodann vom 10. Februar 1984 bis zum 13. Februar 1985 das Amt des Innenministers des Landes. Er starb im Alter von 78 Jahren nach langer Krankheit.